# Helffreich
Helffreich är en baltisk adelsätt med ursprung från Württemberg i Tyskland. Ätten introducerades 1680 på svenska riddarhuset under nummer 911. 
Ätten räknar sin härstamning från bröderna Georg Helfferich d.ä och Hans Helfferich vilka i slutet av 1500-talet bodde i Owen i nuvarande Landkreis Esslingen i Baden-Württemberg.
Borgaren och rådsherren i Leipzig, Georg Helfrich d.ä., vars son Christoph Helfrich avled 1568 under det turkiska fälttåget, upphöjdes med sina ättlingar till följd av sonens bedrifter under fälttåget av kejsar Maximilian II i riksadligt stånd 1569, med en elefant i skölden som vapenförbättring.
Christoph Helfrichs son Melchior Helffreich flyttade till Livland och trädde i polsk militärtjänst och utmärkte sig i livländska kriget, och hans son Georg Helffreich i Livland naturaliserades 1680 på svenska riddarhuset på nummer 911, och skrevs 1745 in vid riddarhuset i Riga  på nummer 57, samt immatrikulerades 1746 på riddarhuset i Reval på nummer 90.
Ätten listas ej längre på svenska riddarhuset över fortlevande ätter.
Via Georg Helffreichs bror Bernhard Johan von Helffreich fortlever ätten och har haft militära och civila uppgifter i Polen, och Ryssland där ätten är talrikt representerad.
En gren av ätten upphöjdes 1738 av hertig Frans III av Lothringen i friherrligt stånd  i Tyskland.